# Я женился на тебе ради забавы
Я женился на тебе ради забавы (итал. Ti ho sposato per allegria) — итальянская кинокомедия режиссера Лучано Сальче (ит.) с Моникой Витти и Джорджо Альбертацци в главных ролях, выпущенная 21 сентября 1967 года. Экранизация одноимённой пьесы Наталии Гинзбург.

## Сюжет
Пьетро, молодой юрист, женился на Джулиане, девушке с бурным прошлым. Несмотря на абсолютную неспособность Джулианы быть хорошей хозяйкой — это не мешает их супружеской жизни. У матери Пьетро формируется неприязнь к Джулиане, всегда когда супружеская пара приходит к ней она устраивает по этому поводу скандал. Такие обстоятельства не беспокоят Пьетро, потому что он женился на Джулиане ради забавы.